# Antonella Appiano
Antonella Appiano (Asti, 6 marzo 1955) è una giornalista, conduttrice televisiva e autrice televisiva italiana.

## Biografia
La sua carriera nel mondo del giornalismo inizia lavorando per i quotidiani La Stampa e Il Sole 24 Ore, mentre televisivamente inizia a collaborare con le reti Mediaset come inviata esterna, coautrice e conduttrice di programmi a partire dal 1992.
Nel 1995 esordisce come scrittrice, con il romanzo Sabbie d'oro (Antea Editrice, ISBN 8886605005), un testo con ambientazione storica i cui eventi si svolgono Etiopia durante gli anni venti del XX secolo.
Nel frattempo continua la sua attività televisiva con le reti del biscione, per cui nella seconda metà degli anni novanta è autrice, e in alcuni casi anche conduttrice, di diverse trasmissioni di Rete 4: Classici, ma non troppo, Chi mi ha visto? (e la sua edizione estiva Chi mi ha visto estate?), 1, 2, 3, 4, e Naturalmente su Retequattro.
Con l'arrivo del nuovo millennio, sempre per Rete 4, conduce e scrive i testi di Mappamondo, trasmissione dedicata ai viaggi, e nel quinquennio dal 2000 al 2005 affianca Marco Liorni nella conduzione di Medici - storie di medici e pazienti, una trasmissione divulgativa di medicina.
Nel 2010 collabora con altre giornaliste alla stesura del libro Le italiane edito da Castelvecchi in collaborazione con Telefono Rosa, in cui cura il profilo di Grazia Deledda.
Interessata alle tematiche mediorientali, durante le insurrezioni nei paesi arabi avvenute a cavallo tra il 2010 e il 2011 collabora con diversi media seguendo in loco la situazione siriana. L'esperienza in Siria è alla base del libro Clandestina a Damasco, pubblicato nel 2011 sempre da Castelvecchi.
Nel 2012 ritorna più volte in Siria come inviata del quotidiano on line L'Indro, testimoniando l'evoluzione delle rivolte in guerre civili, complicata in seguito dagli interventi di attori regionali e internazionali. Raccoglie articoli, reportage, materiale fotografico e video nell'e-book Qui Siria - Clandestina ritorna a Damasco, pubblicato nel novembre 2013 da Quintadicopertina editore.
Nel marzo 2016 esce “Syria Calling”, un'edizione aggiornata di “Qui Siria”, in inglese ed italiano, dove racconta la Siria dal 2011 ad oggi, attraverso testimonianze, esperienze e storie in territori di “guerra e di pace”, da Aleppo e Damasco, dal Kurdistan all'Egitto, dall'Oman al Kuwait .
Era sorella della giornalista Alessandra Appiano.

### Teatro
Oltre al lavoro come giornalista e autrice televisiva, Antonella Appiano ha saltuariamente lavorato nel mondo teatrale. Nella stagione teatrale 2001/02 è Agave, nella messa in scena della tragedia Le Baccanti di Euripide, e Madame de Grieux in un adattamento di Teleny, romanzo solitamente (ed erroneamente) attribuito a Oscar Wilde. Nel gennaio 2003 presenta Chiaroscuri di José Sanchis Sinisterra, una serie di letture di drammaturgia contemporanea. Come autrice teatrale nel novembre 2005 scrive, oltre a interpretare con la compagnia "Cubatea", la commedia No budget! Due cuori e una TV, per la regia di Rosario Galli.

## Riconoscimenti
- Premio Giornalismo come impegno civile, NettunoPhotoFestival Edizione 2012[14].
- Ambasciatrice dell'Associazione Telefono rosa, 19 maggio 2012[15].
- Premio "Castagna d'or" 2002, attribuito ai personaggi piemontesi[16].
- Premio internazionale di televisione e della comunicazione Europea- Premio Orta '97 Piccolo schermo[17].